# Marco Probo Mariano
Marco Probo Mariano (Sulmona, 1455-1494) fue un obispo católico y poeta italiano.

## Biografía
Nacido en Sulmona, fue hijo del jurista Antonio Mariano; de acuerdo con Camillo Minieri Riccio, Marco afirmaba ser descendiente de Ovidio. Canónigo de la catedral de Sulmona, fue protegido por el cardenal Juan Borgia quien lo llamó a Roma y le gestionó una diócesis ante el Papa Alejandro VI. Fue parte de la Academia Romana.
Marco Probo Mariano es conocido por Parthenias liber in diuae Mariae historiam, un poema en siete libros escrito en latín que abordaba la vida de la Virgen María desde su nacimiento hasta su Asunción, que fue publicado póstumamente en Nápoles de manea póstuma en 1524 por Antonio Frezza.